# Aeroportul Hilton Head
Aeroportul Hilton Head (IATA: HHH, ICAO: KHXD, FAA LID: HXD) este un aeroport din Carolina de Sud, Statele Unite ale Americii ce deservește zona Hilton Head Island⁠(d). Aeroportul a fost tranzitat în 2019 de 221.216 pasageri.
Situat la o altitudine de 6 m, aeroportul dispune de 1 pistă.

## Infrastructură

### Piste
Aeroportul dispune de o singură pistă. Pista 03/21 are suprafața de asfalt și dimensiunile 4.300 picioare × 100 picioare. 